# Poços (Paratinga)
Poços é um povoado rural do município brasileiro de Paratinga, no interior do estado da Bahia, à nordeste de sua sede urbana, na região da caatinga.

## História
Depois que Gabriel Pereira de Brito se tornou o proprietário da fazenda que se tornaria o Boqueirão de Regino, seu irmão Venâncio Pereira de Brito também saiu da localidade de Olhos d'Água (atualmente, em Boquira) para a Fazenda Poços, de onde o povoado surgiu. De estrutura relativamente familiar, o ambiente ainda preserva descendentes dos Brito precursores.